# زالواب (مقاطعة دهلران)
زالواب (بالفارسية: زالواب) هي قرية تقع في قسم سيد ناصرالدين الريفي (مقاطعة دهلران) في إيران. يقدر عدد سكانها بـ 14 نسمة .